# Бахмутский троллейбус
Бахмутский троллейбус (укр. Бахмутський тролейбус) — вид общественного транспорта в городе Бахмуте Донецкой области Украины. Открыт 29 апреля 1968 года. По состоянию на 2021 год имелось 6 маршрутов, 37,6 км сети и 29 троллейбусов.
1 июля 2022 года троллейбусное движение прекращено из-за продолжающихся боевых действий в городе и его окрестностях. Инфраструктура и подвижной состав уничтожены.

## История
Первым проектом троллейбуса (1956 года) в Артёмовске планировалось открытие четырёх линий уже в начале 1960-х годов. Однако первый троллейбус в Артёмовске 29 апреля 1968 года был пущен по маршруту протяжённостью 5 км улицами Артёма и Кирова от Центра (Советская площадь) до завода «Цветмет». Тогда же открыто депо на 50 мест.
7 августа 1968 года линия продлена от завода «Цветмет» до новых микрорайонов («Центр — ул. Чайковского») по улице Леваневского.
17 февраля 1969 года открыта новая линия «Центр — Вокзал», пущен маршрут № 2 по улице Горбатова.

### Маршруты на1 января1970 года
- 1 Центр — Ул. Чайковского
- 2 Центр — Вокзал

В декабре 1970 года открыта новая линия «Центр — Артёмовский завод шампанских вин», пущен маршрут № 3, а в 1972 году эта линия продлена до Карьера и завода строительной керамики (открыт маршрут № 4 «Центр — Карьер»).
В 1976 году открыто кольцо в новых микрорайонах («Ул. 60-летия СССР — Ул. Юбилейная — Ул. Леваневского»), а в 1979 году — смежное кольцо («Ул. Леваневского — Ул. Юбилейная — Ул. Декабристов — Ул. 60-летия СССР»), пущен маршрут № 5 «Центр (ул. Ленина) — Ул. Декабристов».

### Маршруты на1 января1980 года
- 1 Ул. Ленина — Ул. Чайковского
- 2 Ул. Ленина — Вокзал
- 3 Ул. Ленина — Завод шампанских вин
- 4 Ул. Ленина — Карьер
- 5 Ул. Ленина — Ул. Декабристов

4 марта 1981 года открыта новая линия по улице Чайковского и улице Корсунского до Западного микрорайона, пущен маршрут № 6 «Ул. Ленина — Западный микрорайон».
В 1993 году построен новый путепровод через железную дорогу и новая линия от Центра до улицы Чайковского (по улице Космонавтов и переулку Пушкина), тогда же демонтировано кольцо у Вокзала, по новой линии пущен маршрут № 2 «Ул. Ленина — Вокзал — Ул. Юбилейная».
В 2001 году пущен маршрут № 7 «Ул. Ленина — Вокзал — Западный микрорайон».
В сентябре 2011 года маршрут № 6 «Ул. Ленина — Западный микрорайон» продлен до предприятия «Эко-продукт».
Ноябрь 2012 года — в связи с капитальным ремонтом автомоста-путепровода над ж-д магистралью по улице Леваневского, было построено разворотное кольцо ул. Леваневского — ул. Колпаковой — ул. Обороны — ул. Виноградная и введены временные троллейбусные маршруты № 9 «ул. Виноградная — ЖД Вокзал — Центр (ул. Свободы) — Депо» и № 10 «Депо — Центр (ул. Свободы — ЖД Вокзал — ул. Виноградная», двойная нумерация, по сути дела, одного и того же маршрута была введена, чтобы избежать путаницы среди пассажиров на остановке «Центр». После успешного завершения капитального ремонта автомоста разворотное кольцо не демонтировали. Маршрут № 9 «ул. Виноградная — ЖД Вокзал — Центр (ул. Свободы)» эксплуатируется экспериментально по выходным дням. С приходом новых электромашин планируется повседневное курсирование троллейбусов на этом маршруте. По плану развития троллейбусного движения намечена организация ещё несколько маршрутов, что планируют осуществить в ближайшем будущем.
20 октября 2020 года открыт новый троллейбусный маршрут № 8. Его обслуживают новые, современные троллейбусы с автономным ходом. Таким образом город имеет уже 6 троллейбусных маршрутов: № 2, 3, 4, 5, 6 и 8.

### Вторжение России в Украину
7 апреля 2022 года КП «Бахмутэлектротранс» приостановило движение троллейбусов в связи с нестабильной ситуацией в регионе. 1 мая 2022 года движение возобновилось по маршрутам № 2, 3, 5, 6. Троллейбусы курсировали с 7:30 до 16:00. 1 июля 2022 года из-за ночного обстрела депо троллейбусное движение было окончательно прекращено.
На 2024 год линии и подвижной состав уничтожены (точное количество неизвестно), сгорело здание производственного корпуса парка.

## Подвижной состав
До 1 июля 2022 года маршруты обслуживаются машинами типа:
- ЗиУ-9 (15 машин из 63) с 1973 года
- ЮМЗ-Т1 (1 машина из 6) с 1993 года
- ЮМЗ-Т1Р (4 машины) с 2001 года
- ЮМЗ-Т2 (4 машины из 5) с 1994 года
- Днепр-Е187 (1 машина) с 2008 года
- Днепр Т-103 (1 машина) с 2015 года
- Днепр Т-203 (4 машины) с 2019 года

Ранее были также:
- Киев-5 (К5-ЛА) (1 машина) 1968—1969
- Киев-4 (39 машин) в 1968—1979
- ЗиУ-5 (8 машин) в 1971—1985